# Lilly Grünberg
Lilly Grünberg ist eine Schriftstellerin. Offenbar handelt es sich um ein Pseudonym, denn biographische Angaben über eine Autorin gleichen Namens sind nicht bekannt. Die Bücher unter diesem Namen sind ausschließlich im Genre Erotik angesiedelt und erscheinen im Elysion-Verlag und bei Bastei Lübbe.

## Über ihre Bücher
Grünbergs Heldinnen sind je nach Roman teils naiv und unerfahren, teils aktiv auf der Suche nach einem besonderen erotischen Abenteuer. Grünbergs erotische Romane sind von Elementen des Soft-SM geprägt. Dabei zeigt sie stets auf, dass diese spezielle erotische Neigung in beiderseitigem Einverständnis erfolgen sollte und nicht immer unproblematisch ist.
Bei Verführung der Unschuld wird die junge und grenzenlos naive Giulia von ihren Dienstherren, verwöhnten Zwillingen, in die Lust des SM eingeführt. Dazu sagt Roter Dorn: „Die Autorin nimmt sich sehr viel Zeit, die erotischen Spiele zwischen den beiden reichen jungen Männern und dem jungen Mädchen und ihre Gefühle dabei zu beschreiben. Ihr gelingt es dabei, den schmalen Grad zwischen Sinnlichkeit und Vulgarität sicher zu beschreiten.“
In Begierde entdeckt die Protagonistin Vicky die Kehrseite ihrer Spielereien mit Männern. Denn ihr Stiefbruder denkt sich für sie eine besondere Lektion aus. Ein Heiratsinstitut der ganz anderen Art soll Vicky an einen dominanten Ehemann vermitteln. Dazu sagt Dark Spy (Ausg. 34, 2010): „Lilly Grünberg schafft es, diese Geschichte von Unterwerfung und Verlangen in subtil-erotischer Weise zu erzählen. Trotzdem knistert es oft mehr als deutlich und mit klaren Bildern. Eine gelungene Gratwanderung.“
In Dein gerät die eigensinnige Sophie Lorato auf der Suche nach dem absoluten erotischen Kick durch einen dominanten Herrn an Leon, einen Meister der SM-Szene. Doch ganz so hart hat sie sich seine Bekanntschaft nicht vorgestellt. Bevor er sie als seine Sub annimmt, muss sie alles aufgeben, auch ihre Freiheit. Dazu schreibt eine Leserin auf Buecher.de: „... finde ich interessant, dass die Geschichte nicht nur auf Sex basiert, es auch andere Handlungen gibt und sich die Geschichte letztendlich zu einer Liebesgeschichte zwischen den beiden Protagonisten entwickelt.“
In Mein geraten die Verabredungen zweier Pärchen durcheinander, als ein Pannenhelfer im Stau festsitzt und seinen besten Freund bittet, ihn bei einem Live-Date zu vertreten. Dazu kommentiert eine Leserin auf amazon.de: „... die Empfindungen Aller werden genau beschrieben. Das fand ich persönlich sehr bereichernd. Auch die Bedenken, die der devote Mann mit seiner Rolle hat, sind glaubhaft ...“
In verschiedenen Anthologien des Elysion-Books-Verlages beweist Grünberg ihr schriftstellerisches Talent auch im Verfassen erotischer Novellen zu verschiedenen Themen.
Mit Lustvolle Ergebung erscheint erstmals ein Grünberg-Roman bei Bastei Lübbe, in der Liebesromanheft-Serie Shadows of Love.

## Werke

### Erotische Romane
- Verführung der Unschuld (2008) Erstausgabe Plaisir d’Amour Verlag, ISBN 978-3-938281-44-4
- Verführung der Unschuld (2009) Lizenzausgabe Heyne Verlag, ISBN 978-3-453-54529-8 sowie Sammleredition (2009) Bertelsmann Club
- Verführung der Unschuld (2013) überarbeitete Neuauflage Elysion-Books Verlag, ISBN 978-3-942602-35-8
- Verführung der Unschuld (2013) Hörbuch, audio media verlag GmbH, ISBN 978-3-86804-780-6
- Begierde (2009) Erstausgabe Plaisir d’Amour Verlag, ISBN 978-3-938281-61-1
- Begierde (2010) Lizenzausgabe Bertelsmann Club
- Begierde (2013) Neuauflage Elysion-Books Verlag, ISBN 978-3-942602-42-6
- Dein (2012) Elysion-Books Verlag, ISBN 978-3-942602-21-1
- Sein (2013) Elysion-Books Verlag, ISBN 978-3-942602-32-7
- Verführung der Unschuld 2 (2014) Elysion-Books Verlag, ISBN 978-3-942602-36-5
- Mein (2015) Elysion-Books Verlag, ISBN 978-3-942602-51-8
- Shadows of Love – Lustvolle Ergebung (2017) Bastei Lübbe Verlag, Romanheft Band 39, E-Book-Ausgabe

### Kurzgeschichten in Anthologien
mit anderen Autorinnen
- Wenn es dunkel wird im Märchenwald (2009) Plaisir d’Amour Verlag, eines von 5 erotischen Märchen, ISBN 978-3-938281-58-1
- Kurzgeschichte Männer sind keine Maschinen (Sept. 2011) in der Zeitschrift Feigenblatt-Magazin
- Nuancen der Lust (2013) Elysion-Books Verlag, ISBN 978-3-942602-44-0
- Hartgekocht: Ostergeschichten um Liebe, Lust und Leidenschaft (2014) Elysion-Books Verlag, ISBN 978-3-942602-53-2
- Alles Liebe ... zum Fest der Hiebe: erotische Weihnachtsgeschichten (2014) Elysion-Books Verlag, ISBN 978-3-942602-57-0
- Statt Blumen. Die Valentinstagsanthologie (2015) Elysion-Books Verlag, ISBN 978-3-945163-20-7
- Kling, Glöckchen – (Be)Sinnliche Weihnachtsgeschichten (2015) Elysion-Books Verlag, ISBN 978-3-945163-75-7
- Heiße Tage – heiße Nächte (2016) Elysion-Books Verlag, ISBN 978-3-96000-024-2

### Ratgeber
- Das Leid mit der Leidenschaft – 69 Lektionen der Lust (2017) Elysion-Books Verlag, ISBN 978-3-96000-060-0

### Zeitungsartikel
- Erotik im Allgäu (2012) Allgäuer Zeitung, Allgäu-Kultur